# Wappen Breslaus

Das Wappen Breslaus

Das Wappen der Stadt Breslau ist quadriert (geviert). Es geht in seiner heutigen Form auf das Jahr 1530 zurück und wurde durch Kaiser Karl V. bestätigt.

## Beschreibung

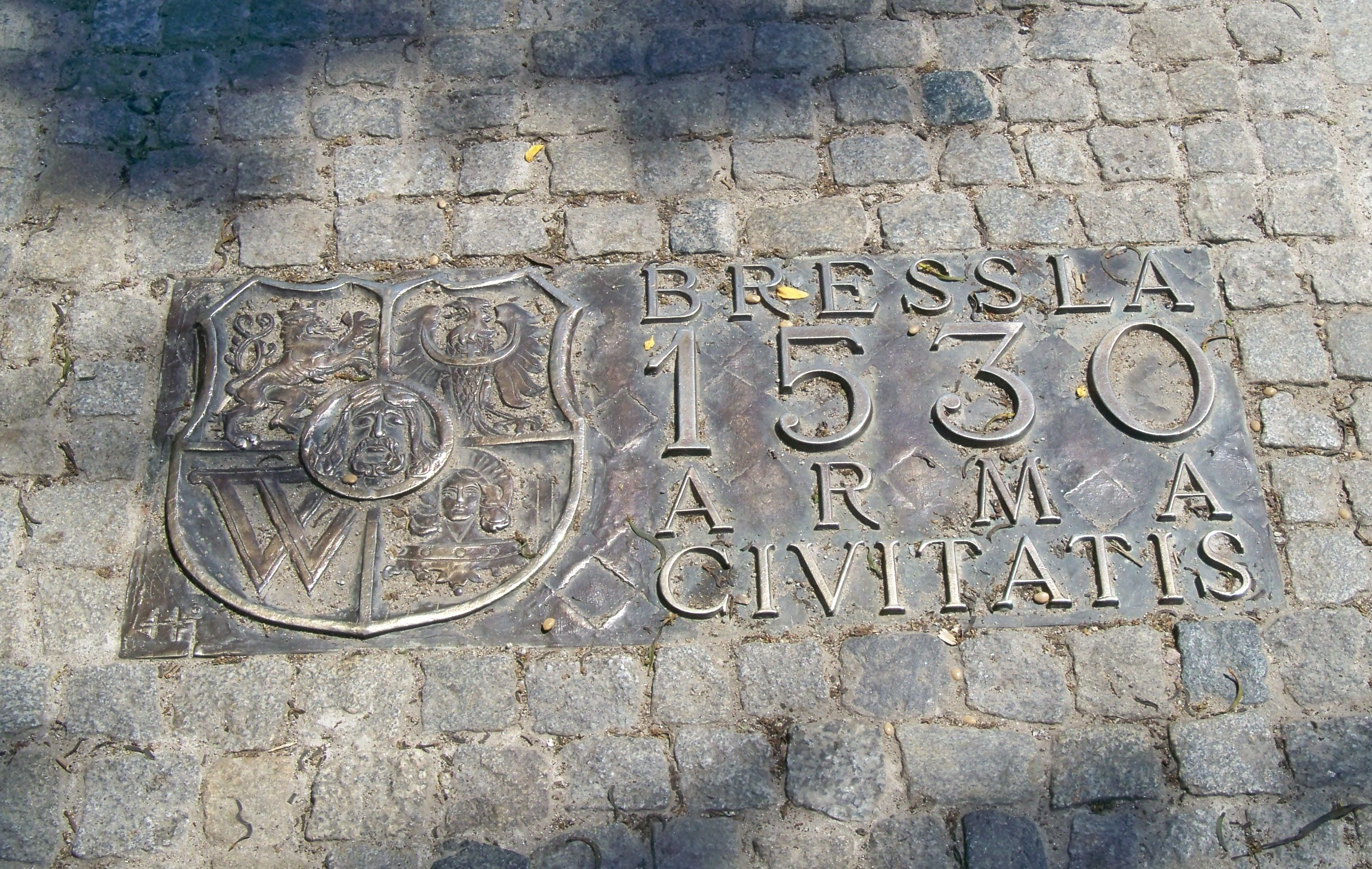
Tafel, die auf die Verleihung des Wappens im Jahr 1530 hinweist

Das Wappen der Stadt ist quadriert und besitzt an der Stelle des Mittelschildes eine silberne Schüssel mit dem Haupt Johannes des Täufers. Im ersten Feld befindet sich auf rotem Grund ein linksgewendeter, gekrönter, doppeltgeschwänzter, silberner Löwe. Im zweiten Feld befindet sich auf goldenem Grund ein schwarzer Adler mit silbernem Halbmond (Brustmond) und Kreuz auf der Brust. Im dritten Feld befindet sich auf goldenem Grund ein schwarzes W (vom lateinischen Stadtnamen Wratislavia und dem Stadtgründer Wratislaw). Im vierten Feld befindet sich auf rotem Grund das Haupt Johannes des Evangelisten mit goldenem Heiligenschein (Nimbus). Unterhalb des Halses trägt Johannes der Evangelist einen Brustschmuck in Form einer gestürzten Krone.

## Bedeutung
Das Wappen in dieser quadrierten Form mit dem Haupt Johannes des Täufers in der Mitte wurde der Stadt am 12. März 1530 durch Ferdinand I. verliehen. Johannes der Täufer ist der Patron des Breslauer Doms und des Bistums Breslau. Der silberne Löwe stellt den Böhmischen Löwen dar. Der schwarze Adler stellt den Schlesischen Adler dar. Das schwarze W steht für den lateinischen Namen der Stadt Breslau: Wratislavia. Daneben ist der Evangelist Johannes dargestellt.

## Geschichte

Mittelalter

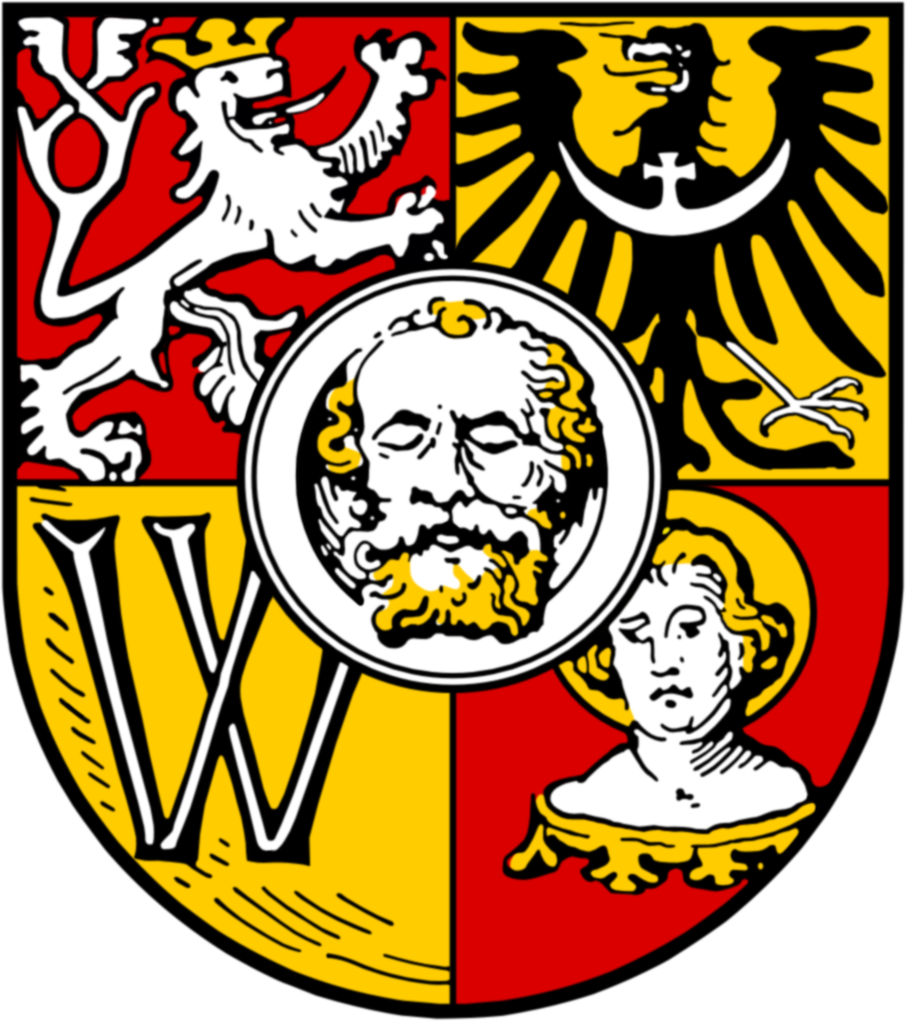
Alte Darstellung

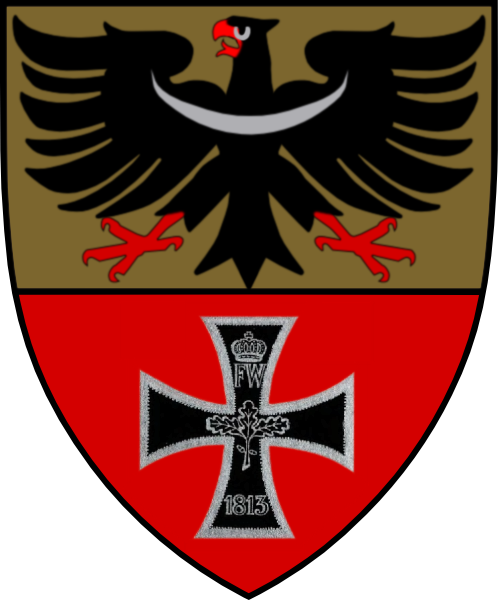
1938–1945

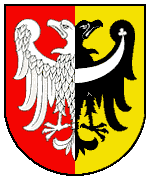
1948–1990

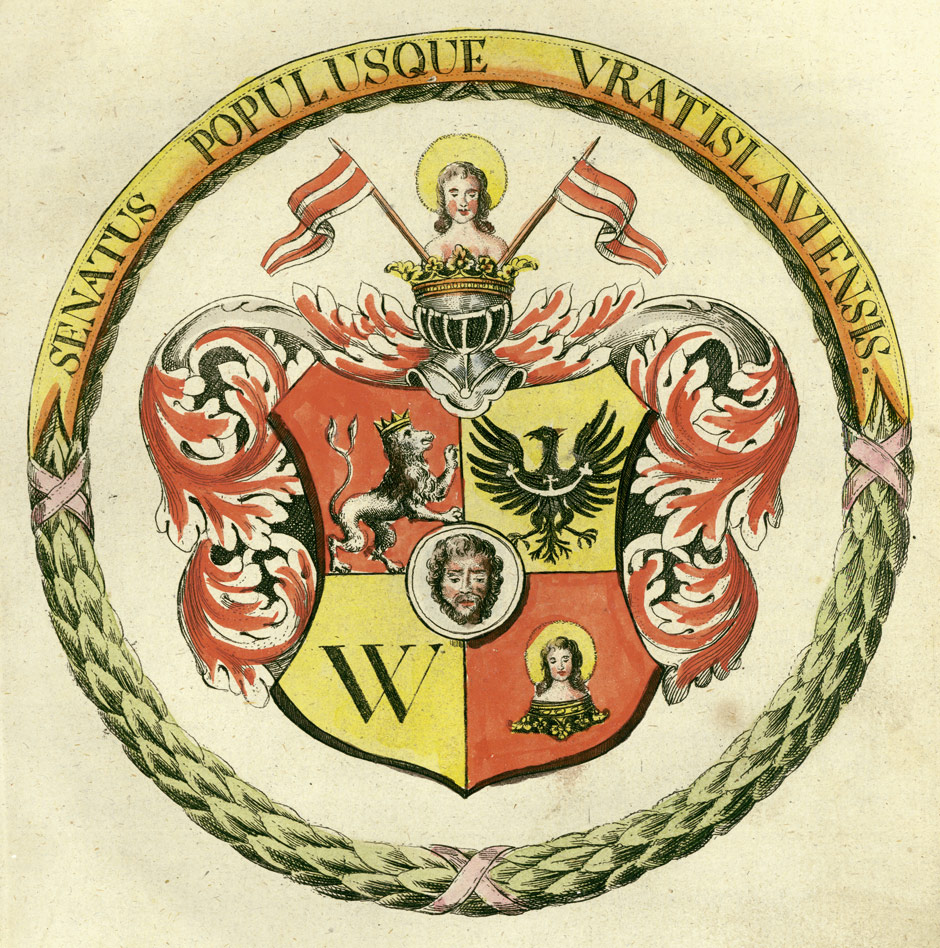
Das Wappen mit Schmuck

### Mittelalter
Bereits um das Jahr 1360 wurde das Wappen der Stadt Breslau („Civitas Wratislavi[ensis]“) im Wappensaal des Wenzelschlosses in Lauf an der Pegnitz dargestellt. Das quadrierte Wappen zeigt im ersten und vierten Feld das Haupt Johannes des Täufers und im zweiten und dritten Feld den Böhmischen Löwen. Dasselbe Wappen befindet sich auch im Wernigeroder Wappenbuch aus dem 15. Jahrhundert (wo Breslau mit der Schreibweise „Stat Preslaw“ angeführt wird).

### Wappen von 1530
Das Wappen wurde auf Wunsch der Stadt Breslau durch Ferdinand I. am 12. März 1530 verliehen. Am 10. Juli 1530 wurde es durch Kaiser Karl V. bestätigt. 1605 wurde das Wappen in dieser Form in Siebmachers Wappenbuch dargestellt.

### Wappen von 1938
In der Zeit des Nationalsozialismus wurde das Wappen mit seinen christlichen Symbolen wie Johannes dem Täufer und Johannes dem Evangelisten durch ein neues ersetzt. Entworfen wurde das Wappen durch Hans Herbert Schweitzer (Mjölnir). 
Das Wappen von 1938 war geteilt. Im oberen Feld befand sich auf goldenem Grund der schwarze schlesische Adler, jedoch ohne Kreuz. Im unteren Feld befand sich auf rotem Grund ein schwarzes Eisernes Kreuz. Auf dem Eisernen Kreuz befanden sich oben eine Krone, darunter die Inschrift F.W. für den preußischen König Friedrich Wilhelm III. In der Mitte Eichenlaub und unten die Jahreszahl 1813.
Das Eiserne Kreuz wurde 1813 erstmals in Breslau gestiftet.

### Wappen von 1948
1948 führte die polnische kommunistische Stadtverwaltung ein neues Wappen ein, das Bezug auf Polen nimmt. Das Wappen ist gespalten. Im vorderen Feld befand sich auf rotem Grund der weiße polnische Adler. Im hinteren Feld auf goldenem Grund der schwarze schlesische Adler. Jedoch ohne Kreuz und mit Kleeblatt und nach links gewendet.

### Wappen von 1990
Nach dem Fall des Kommunismus führte der Stadtrat von Breslau 1990 wieder das Wappen ein, das von 1530 bis 1938 und kurzzeitig von 1945 bis 1948 genutzt wurde. Es wurde stilisiert und ein wenig verändert. In der neuen Variante wendet Johannes der Täufer seinen Kopf nach rechts und er hat statt goldenen Haares schwarzes Haar.

## Das Wappen in der Architektur
Das Wappen Breslaus wurde sehr häufig auch als Schmuck an Gebäudefassaden angebracht.

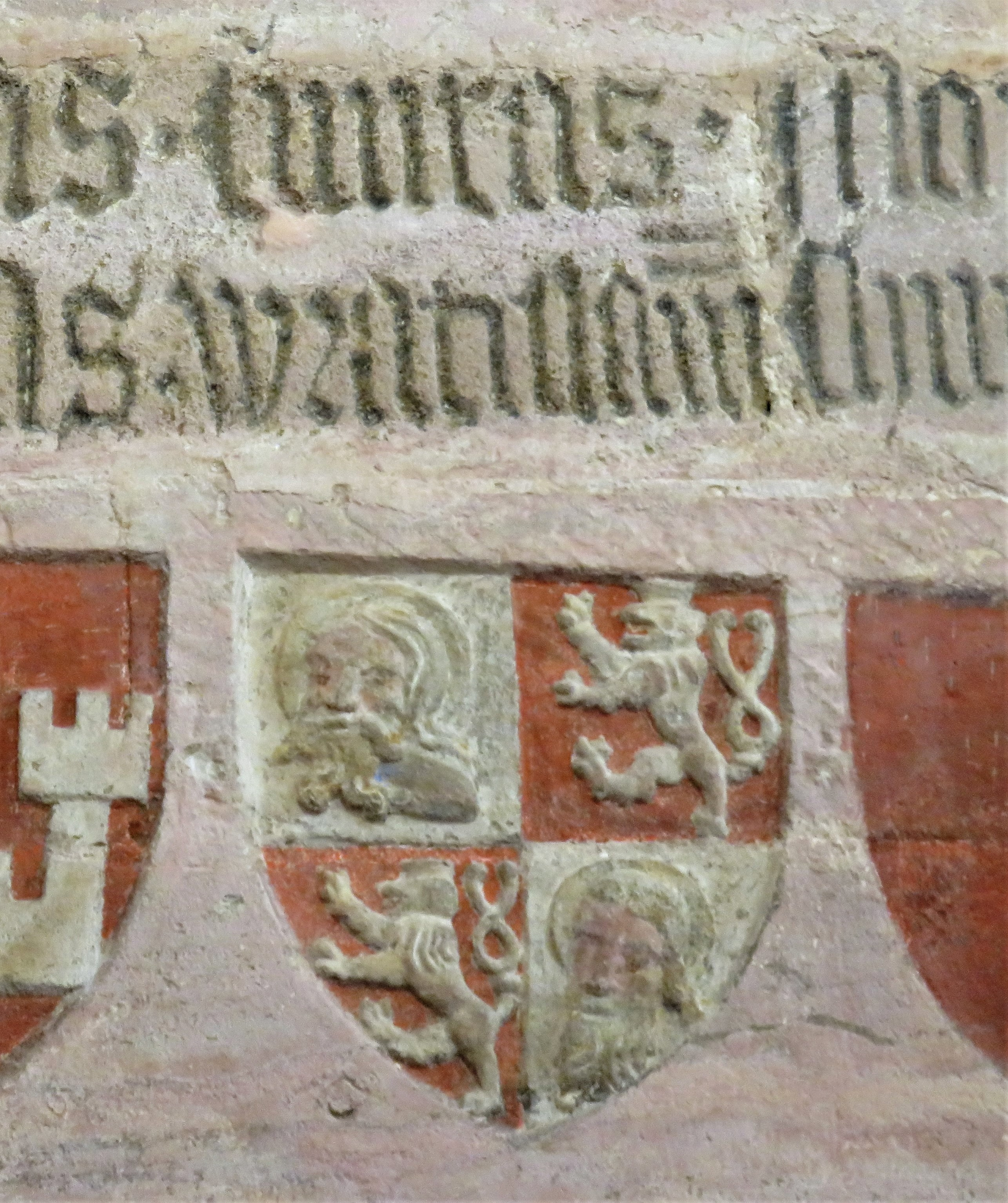
Wappen im Burg Lauf
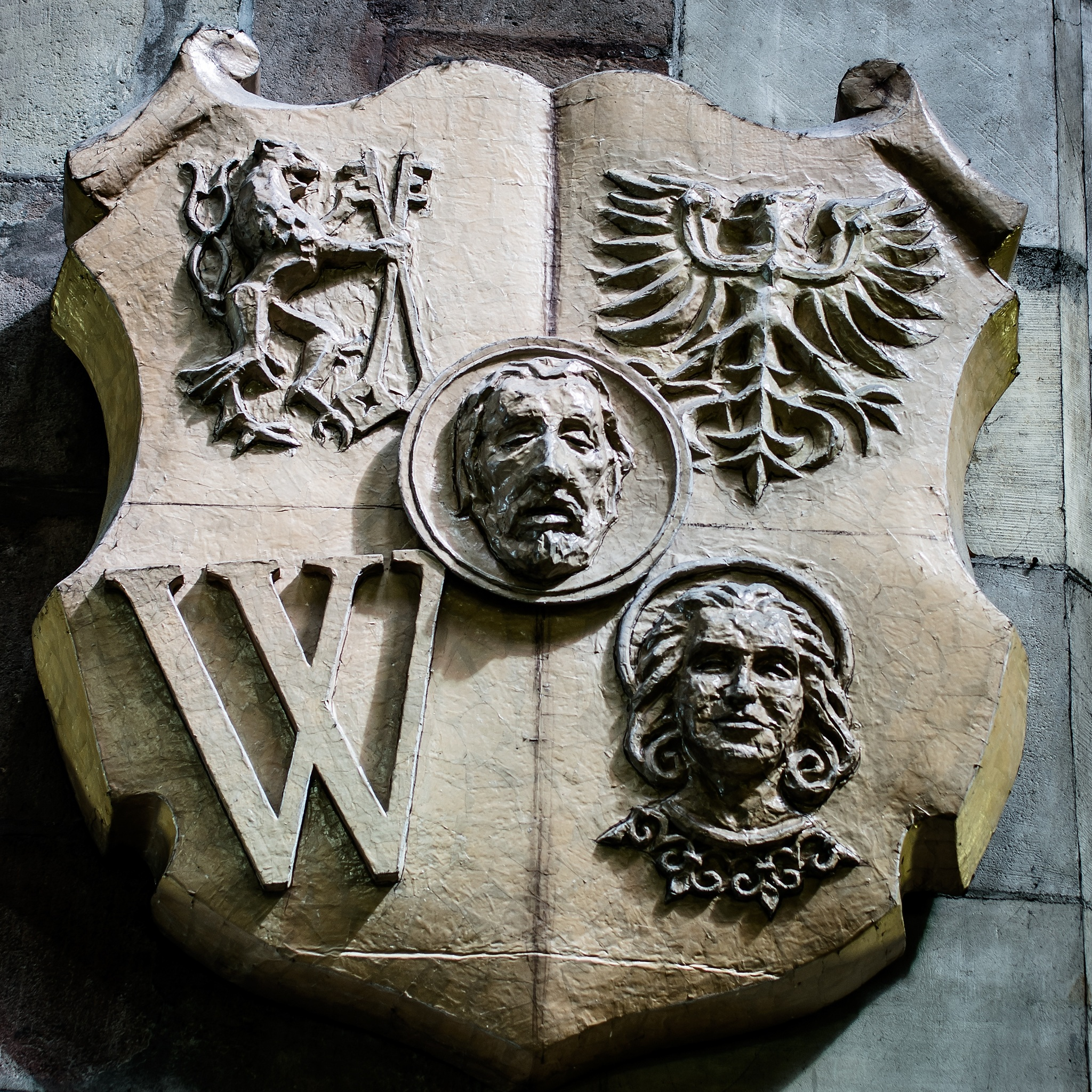
Wappen im Breslauer Dom
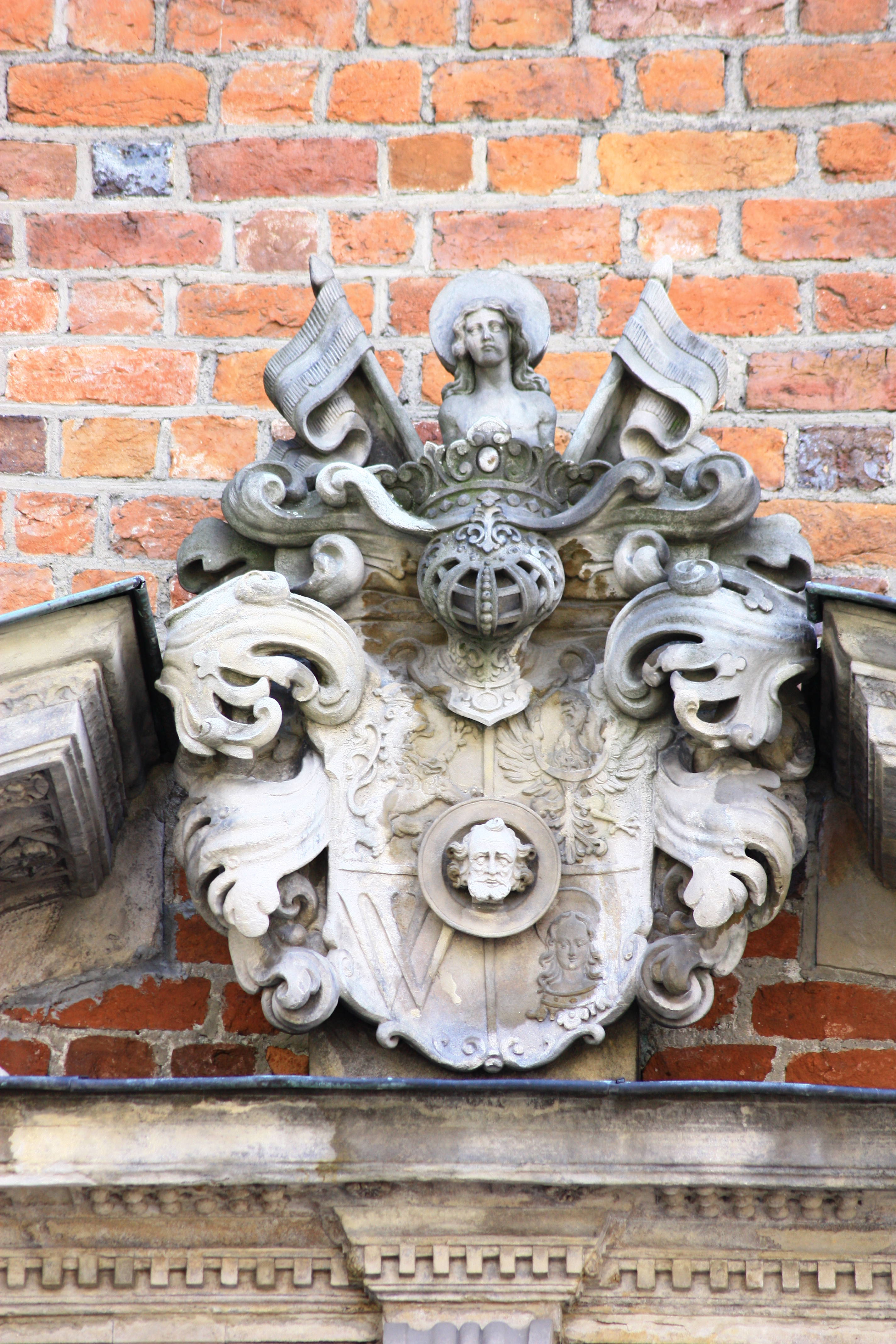
Wappen auf dem Rathausturm
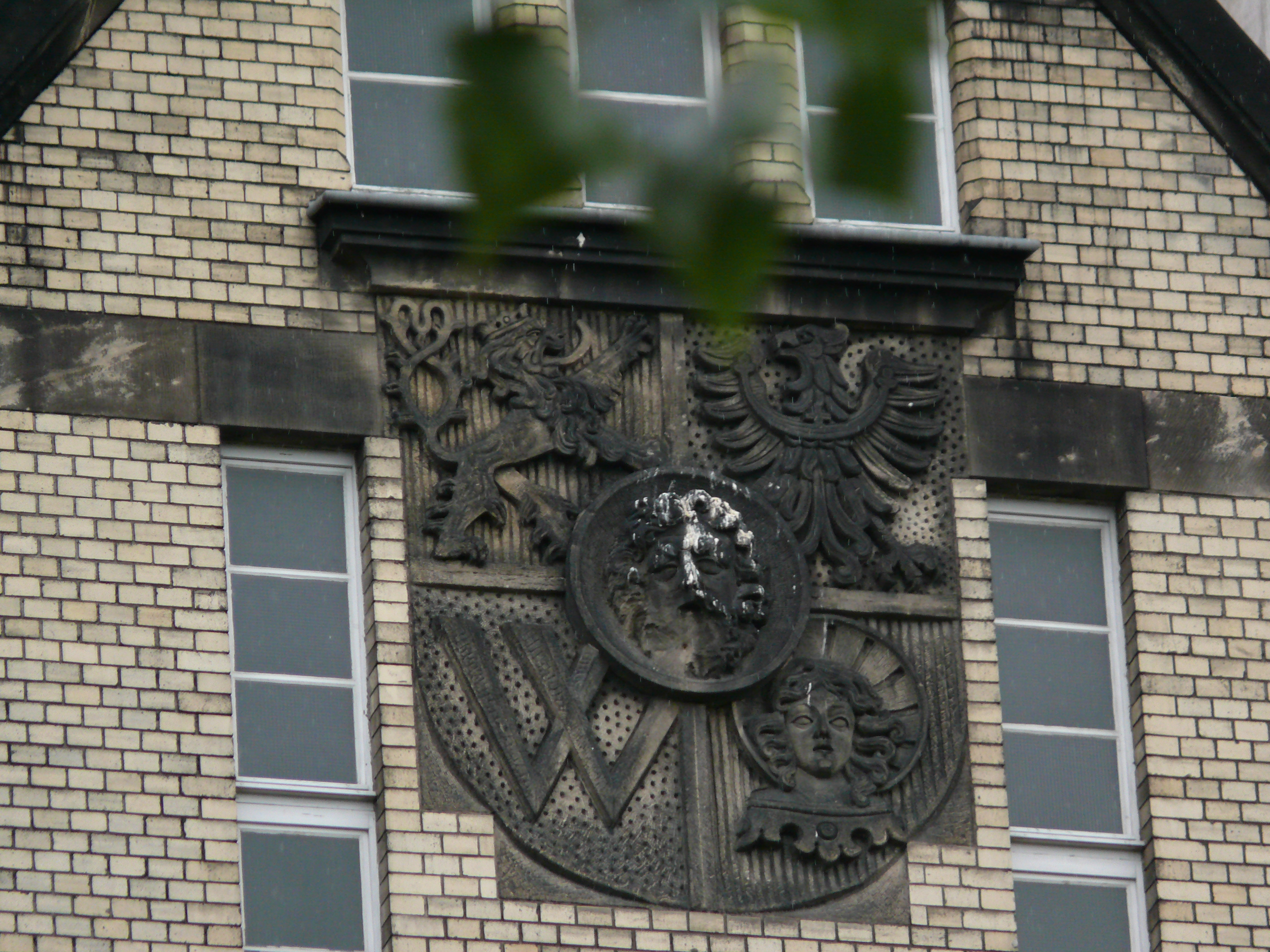
Wappen auf dem ehemaligen Elisabet-Gymnasium
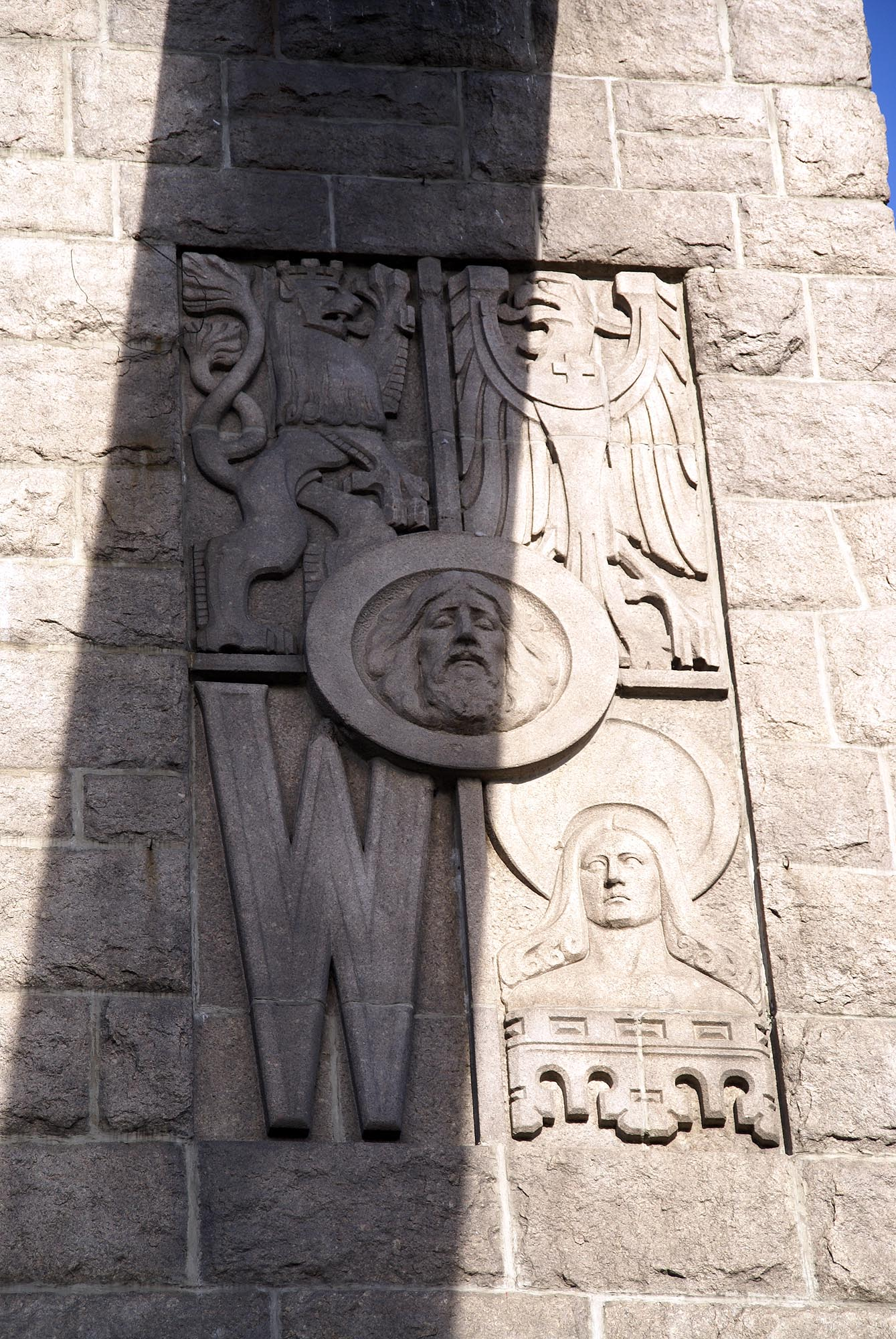
Wappen auf der Grunwaldbrücke